# Salvertia convallariaeodora
Salvertia convallariaeodora är en tvåhjärtbladig växtart som beskrevs av A. St.-hil.. Salvertia convallariaeodora ingår i släktet Salvertia och familjen Vochysiaceae. Inga underarter finns listade i Catalogue of Life.